# 複電圧車
複電圧車（ふくでんあつしゃ）あるいは複電圧電気車、複電圧電車とは、電化区間において異なる複数の電圧に対応することができる鉄道車両（電気機関車、電車）のことである。
直流車両・交流車両のいずれにも存在する。なお、直流電化区間と交流電化区間を直通できる車両の場合は、交直流電車（交流直流両用車両）となる。電圧も変化するので広義には複電圧車にあたるが、この項目では触れない。
また、交流型電車、及び電気機関車の場合、電圧以外に周波数も途中で変更される場合があり、この相互の区間を直通する車両は複周波数電気車となる。

## 概要
製造目的としては、異電圧区間を直通運転する場合と、ある線区で電圧を昇圧する計画がある際に現用車で電圧切り替えに一斉に対応できるようにする場合がある。
基本的には、異電圧間セクションで車上スイッチにより、それぞれの電圧に対応できるよう回路を切り替える構造になっている。技術的にはさほど複雑ではなく、日本でも太平洋戦争前より存在した。
ヨーロッパの場合、国ごとに電化方式が異なる上に、国際列車の運転が多いため、TGV・ユーロスター・ICEなど高速鉄道の列車でも切り替え設備を搭載しているものが多い。

### 直流の複電圧車
抵抗制御（界磁チョッパ制御、界磁添加励磁制御も含む）が主流だった時代は、以下の手法がとられた。
1. 主制御器の前段階で抵抗器を回路に組み込んでおき、供給電源の電圧にあわせてこれを短絡させることで主回路に流れる電圧を調整する。
2. 主電動機の直並列を供給電源の電圧に合わせてつなぎ替え、主電動機の端子にかかる電圧を調整する。

前者の手法では、高い電圧の路線では、常に電力の一部を抵抗器で熱に変えてしまっており、運用効率が悪い。後者の手法では、主電動機の直並列切替は元々電気車の制御に用いられる為、それを電圧切替に提供してしまうと、実質的に制御段数が減ることになり、加速時の進段ショックの増大、主電動機の過熱につながる。
電機子チョッパ制御等、半導体による連続制御が可能になると、抵抗や回路のつなぎ替えに頼らず、効率的に対応電圧を切り替えることが可能となった。しかし、大容量の半導体を用いる為、車両が高額になるという欠点があった。
20世紀末以降、VVVFインバータ制御が主流になると、制御器そのものが複数の電圧に対応できるようになり、単一電圧車両とさほど変わらない効率が実現可能になった。

### 交流の複電圧車
交流の場合、変圧器による電圧変換が可能なため、直流のそれに比べて複電圧とすることが容易い。特に、交流電化の主流が15kV - 25kVの特高圧であるため、もともと車両側で降圧するための変圧器を搭載している。複電圧にする場合、一次巻線に中間端子を設け、電圧にあわせて切り替えることで、二次巻線側の電圧を同一にできる。これにより、単一電圧車に対してそれほどの効率悪化、重量増を伴わずに複電圧車とすることが可能である。

## 日本における実例
2024年現在、日本の鉄道において複電圧車が電圧切替機能を活かして直通運転に使用されているのは、下記の例のみである。昇圧対応で複電圧車を使用した例は、車両数の多い大手私鉄を中心に相当数の例がある。なお、低電圧区間が短距離である場合は、車両側に必要最小限のみの対応をして直通した例もある。例えば1956年（昭和31年）までの近鉄大阪線上本町駅（現・大阪上本町駅） - 布施駅間、1969年までの阪急京都本線梅田駅（現・大阪梅田駅） - 十三駅間など。
2021年現在でも伊予鉄道（鉄道線）の車両は、750 Vの横河原線・郡中線と600 Vの高浜線の両方で使用されているが、通常は複電圧車としては扱われない。

### 異電圧区間直通用
現行
- 東日本旅客鉄道（JR東日本） - 交流25,000 V/20,000 V
  - 新幹線E3系電車（東北新幹線・山形新幹線）
  - 新幹線E8系電車（東北新幹線・山形新幹線）
  - 新幹線E6系電車（東北新幹線・秋田新幹線）
  - 新幹線E926形電車（電気軌道総合試験車）
ただし、これらの新在直通の電車（いわゆるミニ新幹線）は電圧を切り替えるための特別な回路を持たず、搭載している変圧器も20 kVと25 kVの両電圧に対応しているため、新在共通の主回路でも在来区間での5,000 Vの電圧低下をマージンとして許容できる設計になっている。在来線区間では新幹線区間ほどの性能を要求されないからこそ可能な方法であり、理にかなった設計であるといえる。運転士はデッドセクション通過時にノッチオフするだけでよく、ほかに特別な操作は必要としない。また、補助電源に使用される変圧器の3次巻線には、架線電圧が切替わった際、切替用タップを作動させて3次巻線の電圧変動を抑える3次電源タップ切替方式を採用する。
  - E001形「TRAIN SUITE 四季島」
4電源（20 kV 50/60 Hz・25 kV 50 Hz「青函用」・DC1500 V）に内燃機関でも走行可能。

- 小田急箱根 - 直流1,500 V/750 V（鉄道線）
  - 鉄道線用の全車両
2006年3月18日以降は、営業運行は750 V電化の箱根湯本駅 - 強羅駅間のみで、1,500 V区間は入生田駅にある車両基地への回送のみ。

- 日本貨物鉄道（JR貨物） - 交流25,000 V/20,000 V
  - EH800形電気機関車（津軽線・海峡線・道南いさりび鉄道線）
北海道新幹線開業に伴い、軌道を共用する海峡線（青函トンネル区間）が昇圧されたことによる。主回路は新在直通用と同様25 kV（こちらも3次巻線タップ切換）として海峡線で本来の性能を発揮できるようにしている。在来線20 kV区間（津軽線・江差線→道南いさりび鉄道線）では出力が76 %になり、牽引力は変わらないものの、高速域の性能が低下する。

過去の例
- JR東日本 - 交流25,000 V/20,000 V
  - 新幹線400系電車（東北新幹線・山形新幹線）
  - 新幹線E955形電車（東北新幹線・秋田新幹線の高速試験車）
  - クモヤ743形電車

- 名古屋鉄道 - 直流1,500 V/600 V
  - 3600系電車（1,500 V用車両を改造。1960年代当時、600 Vだった支線への直通用）
  - モ600形電車 - モ800形電車 - モ870形電車 - モ880形電車（600 V主体で設計し1,500 Vに対応。各務原線・田神線・美濃町線直通車両）

- 近畿日本鉄道 - 直流1,500 V/600 V
  - 20100系
  - 18200系・18400系電車
20100系は新造当時橿原線のうち、大型車の入線が可能であった八木西口駅 - 橿原神宮駅駅（当時）間への入線の可能性を見越してのもの。18200系は新造当時600 Vだった京都線 - 橿原線と大阪線系統直通用。18400系は京都線系統の1,500 V昇圧を控えた対応車として製作された。

- 日本国有鉄道（国鉄） - 直流1,500 V/600 V（伊豆箱根鉄道乗入対応、ただし主回路はそのままであり、600 V区間では本来の性能は発揮できない）
  - 80系電車

- 京浜急行電鉄 - 直流1,500 V/600 V
  - 230形電車
  - デト20形電車
1,500 Vの湘南電気鉄道（現在の京急本線黄金町以南など）と600 Vの京浜電気鉄道（同以北など）の直通運転用として複電圧対応となっていた。

- 和歌山電鐵 - 直流1,500 V/600 V
  - 2270系
南海22000系電車として新製された際に、電装品は南海本線・高野線の架線電圧600Vから1,500Vへの昇圧化（1973年実施）に対応して複電圧仕様とされた。2270系へ改造後の貴志川線導入当時の同線は600 V電化であり、工場検査時等に1,500 V電化の南海本線内での自力回送のために複電圧対応が生かされた。1,500 V区間では直列段のみを使用して走行する。なお、貴志川線も和歌山電鐵移管後の2012年（平成24年）4月に1,500 Vへの昇圧が行われ、複電圧対応構造を生かして引き続き使用されている。

- 伊那電気鉄道 - 直流1,500 V（接続他社）/1,200 V（自社）
  - サ100形・110形
電動車に引かれるだけの車両で総括制御にも関与せず、走行そのものに電圧は無関係だったが、異電圧区間では付け替えられた電動車から給電される室内灯の電圧を切り替えることができた。

### 昇圧に対応するためのもの
下記はいずれも直流600 V→1,500 V。ただし多くの例では直通用のように自動、あるいは運転席のスイッチで切替のできるものでなく、工場へ入場して回路のつなぎ換え等を行わなければならない。中には元の電圧に戻すことが事実上不可能なものも含まれる
- 京王電鉄（京王線・相模原線・競馬場線）
- 京阪電気鉄道（京阪線系統・大津線系統とも）
- 京阪神急行電鉄（神宝線）
- 能勢電鉄
- 阪神電気鉄道
- 南海電気鉄道（南海本線・高野線）
- 大阪府都市開発泉北高速鉄道線
- 近畿日本鉄道（奈良線・生駒線・京都線・橿原線・天理線・田原本線）

直流600V→750V
- 東京地下鉄（銀座線・丸ノ内線）（予定・銀座線「1000系」は一部の部品交換、丸ノ内線は昇圧対応車（2000系）で製造、切替時に制御装置のプログラム変更など）[4]。

## ヨーロッパにおける実例

ヨーロッパの電化方式のおおまかな範囲はこのようになる
直流750V
直流1,500V
直流3,000V
交流15,000V
交流25,000V
非電化

ヨーロッパにおける複電圧車としては、以下の事例がある。
- RAe TEE II 形電車：優等国際列車TEE、ユーロシティ用4電源対応車。1編成が動態保存中。
- ETR610 電車：スイス - イタリア間のユーロシティ用強制車体傾斜式電車。同型車としてSBB RABe503形。4電源対応車（交流2方式、直流2方式）。
- ETR400 電車（フレッチャロッサ 1000とも）：ETR610と同様に4電源対応であるが、2024年時点では交流1方式、直流1方式のみ使用。
- ユーロスプリンターの一部：シーメンス製の汎用電気機関車のシリーズで、その中に"ES64U2"型と呼ばれる、交流15kV16+2⁄3Hzと交流25kV50Hz対応の電気機関車が存在する。DBシェンカー社（ドイツ鉄道の貨物部門）182形や、オーストリア連邦鉄道1116形が、このタイプである。
- TRAXXの一部：ボンバルディア・トランスポーテーション製の汎用電気機関車のシリーズで、その中に、交流15kV16+2⁄3Hzと交流25kV50Hz対応の電気機関車が存在する。DBシェンカー社の185形が、このタイプである。
- ベルギー国鉄11形電気機関車：ベルギーのブリュッセルと、オランダのアムステルダムを結ぶ「ベネルクストレイン」用の電気機関車で、ベルギーの直流3,000Vと、オランダの直流1,500Vに対応。
- アムステルダムのメトロの一部車両。直流600Vと750V。